# Goera squamifera
Goera squamifera là một loài trong họ Goeridae. Chúng phân bố ở miền Cổ bắc.